# 1903 en combiné nordique
| Années du combiné nordique : 1900 - 1901 - 1902 - 1903 - 1904 - 1905 - 1906    |
| Décennies du combiné nordique : 1870 - 1880 - 1890 - 1900 - 1910 - 1920 - 1930 |

Cette page reprend les résultats de combiné nordique de l'année 1903.

## Festival de ski d'Holmenkollen
L'édition de 1903 du festival de ski d'Holmenkollen a été remportée par le norvégien Karl Hovelsen devant ses compatriotes Harald Smith et Johs. Bentzen.

## Championnats nationaux

### Championnat d'Allemagne
L'épreuve de la quatrième édition du championnat d'Allemagne de combiné est remportée par le norvégien Thor Heyerdahl.